# Federação Internacional de Esportes de Tiro
A Federação Internacional de Esportes de Tiro - International Shooting Sport Federation (ISSF) é o órgão dirigente dos eventos de Tiro Olímpico nas disciplinas de rifle, pistola e espingarda (alvo de argila) assim como de vários eventos esportivos de tiro não olímpico. A ISSF é a única organização internacional de esportes de tiro que faz parte do Comité Olímpico Internacional, sendo portanto a responsável pelos eventos Olímpicos de tiro. Por outro lado, nem todas as provas de tiro da ISSF são Olímpicas. A organização conta com 154 federações nacionais membros e tem a sua sede em Munique, Alemanha. 
As atividades da ISSF incluem regulamentação do esporte, qualificações olímpicas e organização de competições internacionais, como a "ISSF World Cup Series", as finais da "ISSF World Cup", o "ISSF Separate World Championship in Shotgun" e o "ISSF World Championship" em todas as suas edições. Fundada em 1907 como International Shooting Union (em francês:  Union International de Tir), só mudou para o nome atual em 1998, a ISSF afilia hoje mais de 160 Federações Nacionais de Tiro da África, Américas, Ásia, Europa e Oceania. A Presidência da ISSF é ocupada hoje pelo Sr. Vladimir Lisin, magnata do aço russo e Presidente da Federação Europeia de Tiro, desde 30 de novembro de 2018. A sede da ISSF fica em Munique, Alemanha.

## História
IMPORTANTE: A fonte para esse resumo histórico de três períodos que se segue, está no site da própria ISSF.

### Primeira Olimpíada e início do século XX
O esporte do tiro começou a fazer parte dos Jogos Olímpicos modernos desde seus primeiros passos, em 1896. Nos primeiros Jogos Olímpicos, realizados em Atenas em 1896, 39 atiradores de sete nações competiram em três eventos de pistola e dois de rifle de alta potência; eles cresceram para 139 atiradores de 13 nações na edição seguinte dos Jogos. realizada em Paris em 1900.
Em 17 de julho de 1907, representantes de sete federações de tiro nacionais, Áustria, Bélgica, França, Grécia, Itália e Holanda da Europa, Argentina da América do Sul, reuniram-se em Zurique, na Suíça, para estabelecer formalmente a L’Union Internationale des Fédérations et Associations nationals de Tir (International Union of National Shooting Federations and Associations). Essa reunião seria lembrada como a primeira Assembléia Geral da ISSF. Daniel Mérillon, advogado francês de Paris, também foi eleito o primeiro presidente da ISSF.
Seguindo o desejo dos primeiros líderes da ISSF de tornar sua organização uma instituição esportiva mundial, mais federações nacionais se uniram à "L´Unione Internationale" nos anos seguintes: em 1912, 284 atiradores de 16 países diferentes participaram dos Jogos da V Olimpíada. Em 1916, a Primeira Guerra Mundial causou o cancelamento dos Jogos Olímpicos e todos os eventos internacionais de tiro; e sob a influência do presidente Mérillon, a "L’Union Internationale de Tir" suspendeu suas atividades.
Em 1920, o Presidente Mérillon convidou representantes dos membros anteriores e dos países estabelecidos após a Guerra Mundial para uma reunião em Paris, em 16 de abril de 1920, com a intenção de renovar as atividades da ISSF. Delegados de 14 países participaram da reunião e concordaram em restabelecer a ISSF sob o nome de L'Union Internationale de Tir (UIT), e Daniel Mérillon foi reeleito Presidente. Nos primeiros Jogos Olímpicos após o hiato, realizados em Antuérpia no mesmo ano, 233 atletas de 18 nações participaram de 21 eventos de tiro. No ano seguinte, o Comitê Olímpico Internacional de 1921 declarou que os regulamentos da ISSF deveriam governar os eventos de tiro nos próximos Jogos Olímpicos: este foi o primeiro passo concreto na criação de uma união entre a ISSF e o COI, um passo que teve um impacto profundo no futuro da Federação.
Uma crise entre a ISSF e o COI aconteceu entre os anos de 1926 e 1928: a prática de conceder prêmios em dinheiro nos Campeonatos da ISSF colidiu com os rígidos padrões amadores do COI, fazendo com que o Comitê excluísse o tiro nos Jogos de 1928 em Amsterdã. Após um apelo formal, em 1932, os eventos de tiro foram recolocados no programa olímpico, mas o número de eventos foi muito reduzido e muitos dos melhores atiradores do mundo estavam desaparecidos porque foram rotulados como incompatíveis com os padrões amadores do COI. Uma pequena amostra de eventos de tiro esteve presente no programa olímpico de Berlim de 1936, enquanto no ano seguinte Catherine Woodring se tornou a primeira mulher a disparar em um evento do Campeonato do Mundo da UIT.
1940 marca outra quebra na história dos Jogos Olímpicos e dos tiros, quando a Segunda Guerra Mundial teve início. Os livros federais, com registros e arquivos, foram transportados de Paris para Estocolmo, em um país neutro. Após a conclusão do conflito mundial, em 1947, oito membros concordaram em realizar um Campeonato Mundial e uma Assembléia Geral em Estocolmo, onde Erik Carlsson foi eleito o terceiro presidente da história da ISSF.

### Final do século XX
Os Jogos Pan-Americanos e os Jogos Asiáticos foram criados, em seus respectivos continentes, como competições internacionais poliesportivas, em 1951, e o tiro foi aceito em ambos. Desde aquele ano, os Jogos Pan-Am e os Jogos Asiáticos são realizados a cada quatro anos, com os eventos de tiro sempre presentes no programa. Desde 1954, a ISSF começou a adotar um ciclo de quatro anos para o seu Campeonato do Mundo.
Durante os Jogos Olímpicos de 1960 em Roma, o Presidente Carlsson decidiu não ser candidato para as próximas eleições, abrindo espaço para o Dr. Karl Hasler como o quarto Presidente da ISSF. Em 1966, a UIT decidiu reconhecer seus eventos como mistos, permitindo que as mulheres competissem ao lado de homens em todas as competições oficiais, incluindo os Jogos Olímpicos de 1968 e suas três edições seguintes.
Em 1976, Hasler, depois de servir a ISSF por dezesseis anos, deixou a presidência, abrindo caminho para seu Primeiro Vice-Presidente George Vichos, cuja administração durou apenas quatro anos: durante a Assembléia Geral da ISSF da XXII Olimpíada, realizada na Cidade do México, Olegario Vázquez Raña, emergiu como o principal candidato à presidência. O mexicano, um atirador ativo e bem-sucedido com quatro Jogos Olímpicos e cinco participações no Campeonato Mundial, foi eleito em fevereiro de 1980, com 125 dos 132 votos a seu favor. A Assembléia Geral de 1980 também elegeu Horst G. Schreiber, um proeminente advogado em Munique, Alemanha, como o novo Secretário Geral.
O constante crescimento das federações-membro para mais de 100 mudou as necessidades da ISSF, levando a nova liderança à promoção de uma nova Constituição da ISSF, redigida e aprovada em uma Assembléia Geral Extraordinária ocorrida em Moscou em 1980. A nova Constituição transferiu a autoridade de documentação técnica, responsável pela criação de regras para o Conselho de Administração, aumentou a autoridade dos Comitês da Seção ISSF e fortaleceu a responsabilidade financeira da Federação. Também estabeleceu o Comitê de Mulheres da ISSF, que substituiu o Comitê de Damas provisório de 1977.
Em 1984, a Sra. Unni Nicolaysen se tornou a primeira mulher na história de 77 anos da Federação a ser eleita como membro do Conselho de Administração. Nesse mesmo ano, o COI adicionou três eventos femininos ao programa de Tiro Olímpico.
Dois anos depois, por sugestão do COI, a ISSF desenvolveu um sistema de qualificação olímpica, estabelecendo uma nova série de Copas do Mundo, incluindo-as no sistema e reconhecendo suas pontuações como possíveis recordes mundiais. A primeira copa do mundo de espingardas e pistolas da ISSF foi realizada na Cidade do México em março de 1986, seguida pela primeira copa do mundo de espingardas da ISSF, realizada em Montecatini, Itália, em abril. Desde 1986, a Copa do Mundo da ISSF é disputada anualmente, sempre levando a uma final da Copa do Mundo da ISSF, onde atiradores com as melhores pontuações são convidados a participar em uma competição de elite no final de cada temporada. 25 eventos juniores foram adicionados aos programas do campeonato em 1994.
Durante a Assembléia Geral realizada em Barcelona em 1998, a palavra esporte foi formalmente incorporada ao nome da Federação, transformando-a na atual Federação Internacional de Esportes de Tiro. Entre os Jogos Olímpicos de 1996 e 2000, três eventos femininos foram adicionados ao programa.

### Século XXI
Nos Jogos Olímpicos de 2004 em Atenas, 390 atiradores, representando 106 países, competiram em 17 eventos e, depois disso, duas categorias foram removidas do programa, reduzindo-o para 15 eventos. Outra participação recorde foi registrada em 2006 em Zagreb para o Campeonato Mundial da ISSF em todos os eventos: 1.932 atletas seniores e juniores representaram 97 nações e competiram em 54 eventos individuais e 51 eventos por equipe. Também em 2006, o Sr. Olegario Vázquez Raña e o Sr. Horst Schreiber foram votados e reeleitos, respectivamente, como Presidente e Secretário Geral da ISSF.
Em 17 de julho de 2007, a Federação Internacional de Esportes de Tiro comemorou o centésimo aniversário da reunião em Zurique, alcançando o marco de um século de história. Atualmente com 158 membros de 146 países, a Federação começou como o corpo governante de dois eventos de tiro, aumentando para 15 olímpicos e 23 do Campeonato Mundial, e se tornando um órgão olímpico, com uma visão geral dos esportes mais populares do mundo.
Em 2008, em Pequim, 390 atletas de 103 países competiram em 15 eventos para três disciplinas: pistola, espingarda e espingarda. Seguindo o que o presidente do COI Jacques Rogge chamou de "Uma tradição", a primeira medalha de ouro dos Jogos da Olimpíada XXIX foi concedida em 9 de agosto a Katerina Emmons, uma atiradora tcheca que competia no evento de 10 m de mulheres com carabina.

## Competições e recordes
A ISSF reconhece as seguintes competições como Campeonatos ISSF:
- Jogos Olímpicos a cada quatro anos (somente eventos olímpicos)
- Jogos Olímpicos da Juventude a cada quatro anos, entre edições da mesma estação (Verão ou Inverno)
- ISSF World Championship a cada quatro anos, mais a cada dois anos para eventos de espingarda
- ISSF World Cup Series quatro vezes por ano mais uma final (apenas eventos olímpicos)
- ISSF World Cup Final quatro vezes por ano mais uma final (somente eventos olímpicos)
- Campeonatos regionais, como o Campeonato Europeu ou os Jogos Pan-Americanos, com regularidade decidida em nível regional

Estas são as únicas competições que têm supervisão direta dos comitês da ISSF e as únicas competições em que os recordes mundiais podem ser estabelecidos. Isso leva a muitos recordes nacionais, de fato, sendo superiores aos recordes mundiais.

### Disciplinas
Em seus eventos, a ISS admite as seguintes disciplinas:
- Rifle
- Pistola
- Espingarda (escopeta)
- Alvo móvel (rifle - salão)
- Target Sprint - corrida com tiros intercalados (rifle - ao ar livre)